# Малави на Паралимпийских играх
Малави на Паралимпийских играх впервые приняла участие в 2016 году на летних Играх в Рио-де-Жанейро. На зимних Играх делегация Малави участия пока не принимала. Медалей на Играх спортсмены Малави пока не завоевали.